# Sokołowa
Sokołowa (ukr. Соколова) – wieś na Ukrainie, w obwodzie winnickim, w rejonie chmielnickim, w hromadzie Chmielnik. W 2001 liczyła 790 mieszkańców, spośród których 777 wskazało jako ojczysty język ukraiński, 13 rosyjski, a 1 białoruski